# Danh sách cầu thủ tham dự Giải bóng đá Vô địch U-19 Quốc gia 2024–25

## Bảng A

### Bà Rịa – Vũng Tàu
| Số áo                                   | Họ tên                   | Năm sinh |
| --------------------------------------- | ------------------------ | -------- |
| 1                                       | Hoa Xuân Tín (Thủ môn)   | 2008     |
| 2                                       | Thái Hữu Khang           | 2008     |
| 5                                       | Nguyễn Hoàng Gia         | 2009     |
| 6                                       | Ngô Hoàng Gia Huy        | 2008     |
| 7                                       | Lê Đình Mạnh             | 2007     |
| 8                                       | Lê Nguyên Anh            | 2009     |
| 9                                       | Trần Tuấn Anh            | 2008     |
| 10                                      | Đậu Quang Hưng           | 2009     |
| 14                                      | Võ Phúc Hậu              | 2008     |
| 15                                      | Hoàng Trung Khải         | 2008     |
| 16                                      | Dương Hiển Phú Ngọc      | 2009     |
| 22                                      | Nguyễn Huỳnh Tuấn Tú     | 2008     |
| 23                                      | Phùng Bá Đức Anh         | 2008     |
| 24                                      | Nguyễn Trần Minh Tài     | 2008     |
| 25                                      | Đinh Hoàng Gia Hưng      | 2008     |
| 26                                      | Cù Lưu Hậu (Thủ môn)     | 2008     |
| 27                                      | Hồ Lê Nguyên Chương      | 2009     |
| 28                                      | Nguyễn Hồng Quang        | 2008     |
| 29                                      | Nguyễn Khánh An          | 2008     |
| 36                                      | Nguyễn Văn Hoàng         | 2009     |
| 79                                      | Nguyễn Trần Hữu Lợi      | 2008     |
| 89                                      | Hồ Đức Tuấn (Đội trưởng) | 2008     |
| 97                                      | Phạm Minh Quân           | 2008     |
| 98                                      | Hồ Việt Nam              | 2008     |
| 99                                      | Nguyễn Lê Quang Khôi     | 2009     |
| 11                                      | Trần Trung Dũng          | 2006     |
| 19                                      | Võ Tuấn Phong            | 2006     |
| 20                                      | Lê Khả Đức               | 2007     |
| 21                                      | Trương Nhạc Minh         | 2006     |
| 23                                      | Kim Nhật Linh            | 2009     |
| Huấn luyện viên trưởng: Nguyễn Văn Hiển |                          |          |

### Hà Nội
| Số áo                                 | Họ tên                           | Năm sinh |
| ------------------------------------- | -------------------------------- | -------- |
| 2                                     | Nguyễn Đức Mạnh                  | 2008     |
| 3                                     | Lê Thanh Tâm                     | 2007     |
| 4                                     | Nguyễn Văn Quân                  | 2008     |
| 6                                     | Bùi Tuấn Anh                     | 2008     |
| 7                                     | Nguyễn Anh Tiệp (Đội trưởng)     | 2006     |
| 8                                     | Đậu Hồng Phong                   | 2006     |
| 9                                     | Nguyễn Xuân Toàn                 | 2006     |
| 10                                    | Nguyễn Đình Thịnh                | 2006     |
| 14                                    | Phạm Anh Tuấn                    | 2007     |
| 14                                    | Phạm Đức Duy                     | 2008     |
| 15                                    | Đỗ Trung Đạt                     | 2007     |
| 16                                    | Nguyễn Thiên Phú                 | 2008     |
| 17                                    | Hà Huy Phúc                      | 2008     |
| 18                                    | Nguyễn Việt Long                 | 2008     |
| 19                                    | Đàm Tiến Phát                    | 2008     |
| 20                                    | Đỗ Thành Đạt                     | 2006     |
| 22                                    | Hồ Long Nhật                     | 2006     |
| 26                                    | Nguyễn Hoàng Nam (Thủ môn)       | 2007     |
| 28                                    | Nguyễn Văn Thăng Long            | 2008     |
| 29                                    | Đỗ Minh Quân                     | 2008     |
| 31                                    | Nguyễn Bình Quang Vinh (Thủ môn) | 2008     |
| 37                                    | Đặng Tuấn Minh                   | 2007     |
| 38                                    | Dương Đình Nguyên                | 2006     |
| 68                                    | Chử Ngọc Diêp                    | 2007     |
| 78                                    | Lê Đình Hiếu                     | 2007     |
| 86                                    | Đoàn Phú Quý                     | 2008     |
| 89                                    | Nguyễn Quốc Khánh                | 2007     |
| 98                                    | Nguyễn Tiến Đạt                  | 2007     |
| 1                                     | Phạm Đình Hải                    | 2006     |
| 12                                    | Đàm Tiến Cường                   | 2008     |
| Huấn luyện viên trưởng: Phạm Minh Đức |                                  |          |

## Bảng B

### PVF
| Số áo                                   | Họ tên                     | Năm sinh |
| --------------------------------------- | -------------------------- | -------- |
| 1                                       | Phạm Huy Hoàng (Thủ môn)   | 2007     |
| 2                                       | Lê Thắng Long              | 2006     |
| 3                                       | Nguyễn Quốc Khánh          | 2007     |
| 4                                       | Lê Nguyễn Quốc Kiên        | 2006     |
| 5                                       | Lê Nguyễn Quốc Kiên        | 2006     |
| 6                                       | Trần Gia Hưng              | 2007     |
| 7                                       | Nguyễn Sỹ Mạnh Dũng        | 2007     |
| 8                                       | Đoàn Huy Long              | 2007     |
| 9                                       | Nguyễn Hoàng Anh           | 2006     |
| 10                                      | Bùi Hoàng Sơn              | 2006     |
| 11                                      | Phùng Quang Tú             | 2007     |
| 12                                      | Lê Nguyễn Quốc Trung       | 2006     |
| 13                                      | Nguyễn Việt Dũng (Thủ môn) | 2009     |
| 14                                      | Nguyễn Quốc Toản           | 2006     |
| 15                                      | Lương Văn Phương           | 2007     |
| 16                                      | Nguyễn Lê Phát             | 2007     |
| 17                                      | Lê Ngọc Hưng               | 2006     |
| 18                                      | Đào Quang Anh              | 2007     |
| 20                                      | Khúc Trung Hiếu            | 2006     |
| 21                                      | Nguyễn Trọng Đức Vũ        | 2007     |
| 22                                      | Trần Gia Huy               | 2007     |
| 23                                      | Nguyễn Quốc Anh (Thủ môn)  | 2008     |
| 30                                      | Lê Anh Đức                 | 2007     |
| 34                                      | Trần Đông Thức             | 2007     |
|                                         | Nguyễn Văn Bách            | 2008     |
| '                                       | Lê Huy Việt Anh            | 2008     |
|                                         | Hoàng Trọng Duy Khang      | 2008     |
|                                         | Nguyễn Văn Dương           | 2009     |
|                                         | Nguyễn Thành Long          | 2008     |
| Huấn luyện viên trưởng: Nguyễn Duy Đông |                            |          |

## Bảng C

### Sông Lam Nghệ An
| Số áo                                    | Họ tên                    | Năm sinh |
| ---------------------------------------- | ------------------------- | -------- |
| 1                                        | Nguyễn Bảo Ngọc (Thủ môn) | 2007     |
| 2                                        | Trần Phúc Tá              | 2008     |
| 3                                        | Hồ Long Vũ                | 2007     |
| 4                                        | Nguyễn Văn Tâm            | 2006     |
| 5                                        | Lê Quang Sâm              | 2006     |
| 6                                        | Hoàng Minh Hợi            | 2007     |
| 7                                        | Trần Quốc Hòa             | 2007     |
| 8                                        | Nguyễn Văn Linh           | 2006     |
| 9                                        | Phạm Quốc Khánh           | 2006     |
| 10                                       | Nguyễn Trọng Sơn          | 2006     |
| 11                                       | Hồ Hữu Nhật Sang          | 2008     |
| 12                                       | Nguyễn Tấn Minh           | 2007     |
| 14                                       | Vương Quốc Dũng           | 2007     |
| 15                                       | Trương Văn Tấn Sang       | 2008     |
| 16                                       | Nguyễn Anh Dũng           | 2007     |
| 17                                       | Bùi Quốc Huy              | 2006     |
| 18                                       | Mai Gia Bảo               | 2007     |
| 19                                       | Lê Tấn Dũng               | 2008     |
| 20                                       | Hồ Quốc Thông             | 2007     |
| 21                                       | Trần Văn Hiếu             | 2007     |
| 22                                       | Nguyễn Duy Hoàng          | 2008     |
| 23                                       | Bạch Trọng Dương          | 2008     |
| 25                                       | Trần Đông Thức            | 2008     |
| 26                                       | Trương Gia Huy (Thủ môn)  | 2006     |
| 29                                       | Lê Trung Tuyến (Thủ môn)  | 2006     |
| 39                                       | Phùng Văn Nam             | 2006     |
| 28                                       | Phạm Nguyễn Quốc Trung    | 2006     |
| 27                                       | Phan Văn Thành            | 2006     |
| 30                                       | Nguyễn Trọng Tuấn         | 2006     |
| 37                                       | Bùi Thanh Đức             | 2006     |
| Huấn luyện viên trưởng: Nguyễn Huy Hoàng |                           |          |